# 小田桐寛之
小田桐 寛之（おだぎり ひろゆき、1957年2月17日 - ）は、日本のトロンボーン奏者。東京都交響楽団をはじめとする演奏活動のほか、金管アンサンブルやソロ、トロンボーン四重奏のための編曲活動を活発に行っている。洗足学園音楽大学教授、昭和音楽大学客員教授。国立音楽大学客員教授。札幌大谷大学客員教授。北海道札幌出身。既婚。

## 略歴
- 1957年2月17日、北海道札幌市菊水で生まれる。
- 東京ブラス・アンサンブル入団。日本コロムビア（DENON。「DIGITAL MARCH」）および東芝EMIからリリースされたLPレコードへの録音に参加。
- グラモフォン教育レーベルからリリースされた金管八重奏曲集への録音に参加（「グラモフォン・ブラス・アンサンブル」名義）。
- 東京トロンボーン四重奏団（トロンボーン栗田雅勝・和田美亀雄・小田桐寛之、バス・トロンボーン秋山鴻市により結成。のちに和田が脱退し、神谷敏が参加入。）に参加、十数回の定期演奏会を開催し、自主制作盤を含め4枚のCDをリリース。
- 大倉滋夫ブラス・クインテット（トランペット大倉滋夫・福田善亮、ホルン松崎裕、トロンボーン小田桐寛之、テューバ佐藤潔）に参加。
- 金管六重奏団「東京ブラス・ゾリステン」（トランペット大倉滋夫・福田善亮、ホルン笠松長久、トロンボーン小田桐寛之、バス・トロンボーン門脇賀智志、テューバ佐藤潔）に参加、NHK-FM「ブラスのひびき」出演。
- 1986年7月、東京都交響楽団に首席トロンボーン奏者として入団、現在に至る。
- 金管六重奏団「ザ・ブラス・ゼクステット」（トランペット福田善亮・高橋敦、ホルン松崎裕、トロンボーン小田桐寛之、バス・トロンボーン秋山鴻市、テューバ渡辺功）に参加。2枚のCDをリリース。

## 師弟関係
- 真弓基教、野武重忠、秋山鴻市に師事。
- 同じ北海道出身の枡家小雪（東京ブラススタイルメンバー）を洗足学園音楽大学で指導。

## 演奏活動
- 東京ブラス・アンサンブル
- 東京トロンボーン四重奏団
- 東京都交響楽団（首席トロンボーン奏者）
- 東京メトロポリタン・ブラスクインテット
- 東京メトロポリタン・トロンボーン・クァルテット
- ジャパン・ノース・ブラス

## リンク
- 小田桐寛之のホームページ
- 東京都交響楽団
- 洗足学園音楽大学講師一覧